# João de Almeida (Architekt)

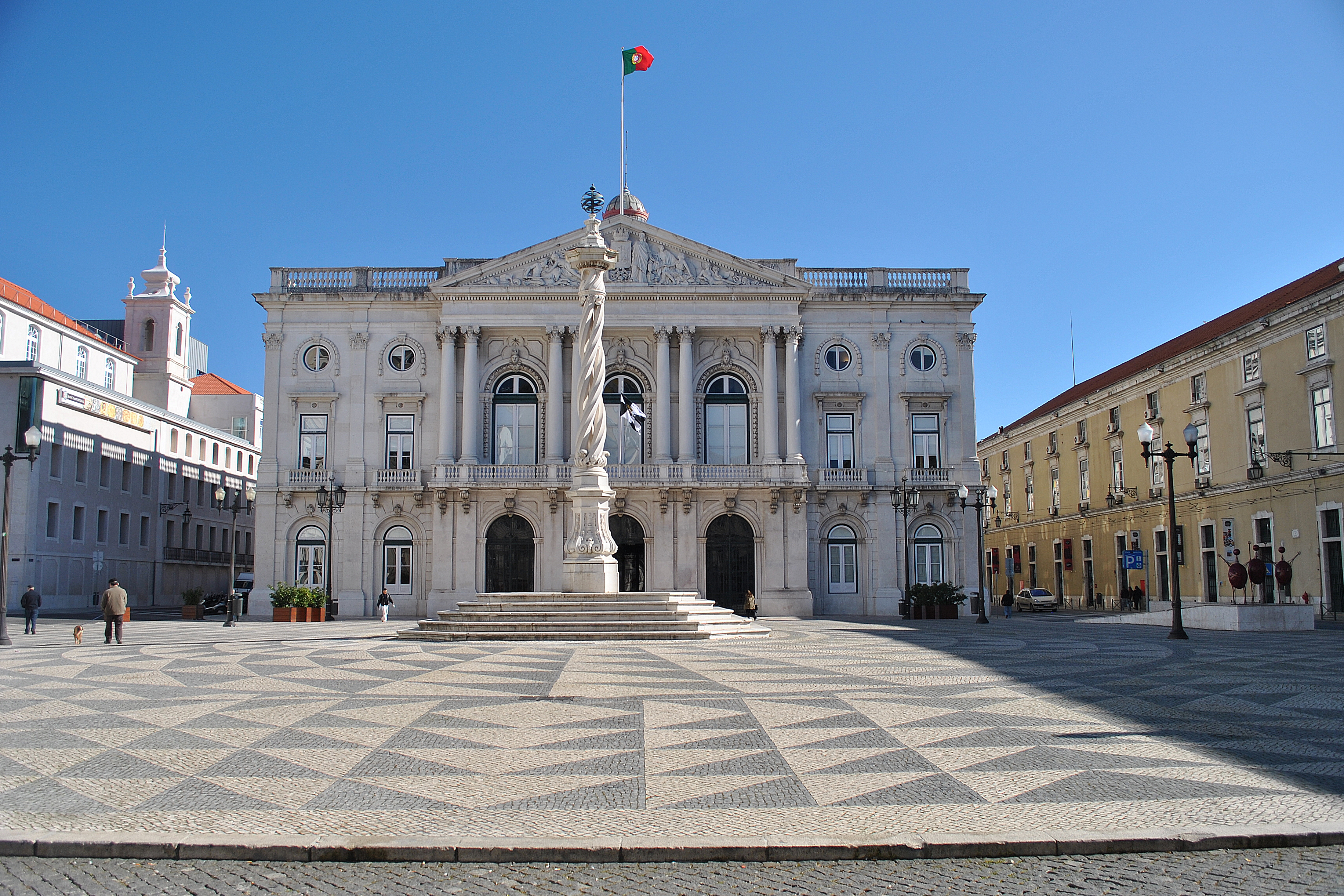
Rathaus von Lissabon (Câmara Municipal de Lisboa), 2013

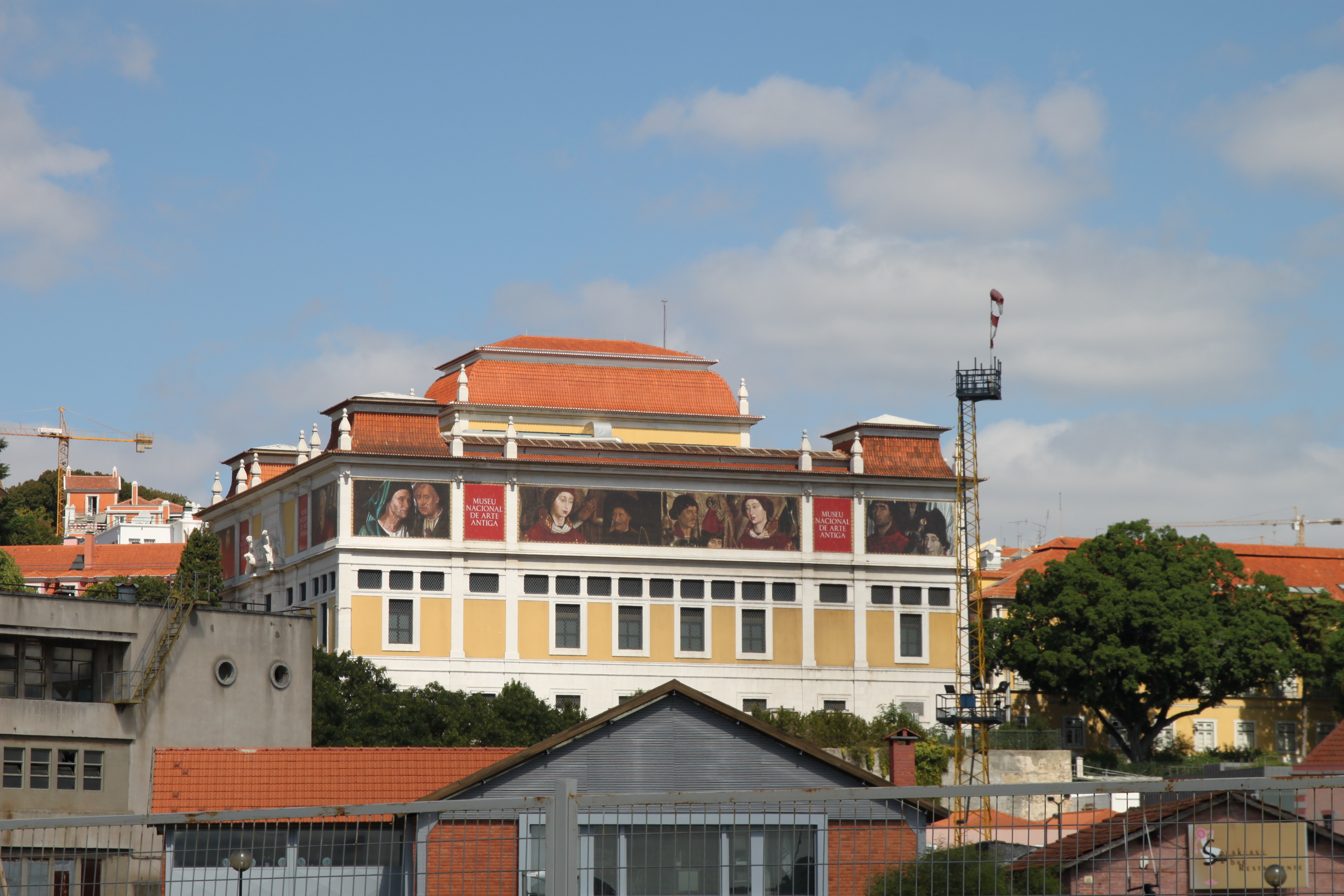
Museu Nacional de Arte Antiga, 2011

João Vasco de Paiva Raposo de Almeida, genannt João de Almeida (* 1928 in Lissabon; † 22. Juni 2020 ebenda), war ein portugiesischer Architekt und Maler.

## Leben
João Paiva Raposo de Almeida studierte Architektur an der Universität Porto. Er war zusammen mit den Architekten Nuno Portas und Nuno Teotónio Pereira einer der Gründer der Erneuerungsbewegung für religiöse Kunst (MRAR) zwischen 1950 und 1960, die die Architektur und Kunst in Portugal prägten.
Er war verantwortlicher Architekt für die Renovierung des Museu Nacional de Arte Antiga (MNAA) in Lissabon sowie die Sanierung des Rathauses von Lissabon (Câmara Municipal de Lisboa). Er wurde 1990 mit dem “Prémio Valmor e Municipal de Arquitectura” und dem “Menção honrosa do Prémio Valmor e Municipal de Arquitectura” ausgezeichnet. 
Er starb im Alter von 92 Jahren im Juni 2020 im Hospital de São Francisco Xavier in Lissabon aufgrund mehrerer gesundheitlicher Probleme.